# Famille Pellicioli
 (août 2024).
La famille Pellicioli, également sous les formes Pelliccioli ou Pelliccivoli, est une famille patricienne de Venise, originaire de Bergame, où ils sont comtes et chevaliers.

## Historique
Ils furent agrégés à la noblesse de Venise en 1699 en payant 100 000 au trésor public.
Contrairement aux autres donateurs, ils ne demandèrent que trois pour cent sur la part de 40 000 prévue à cet effet.

## Armes

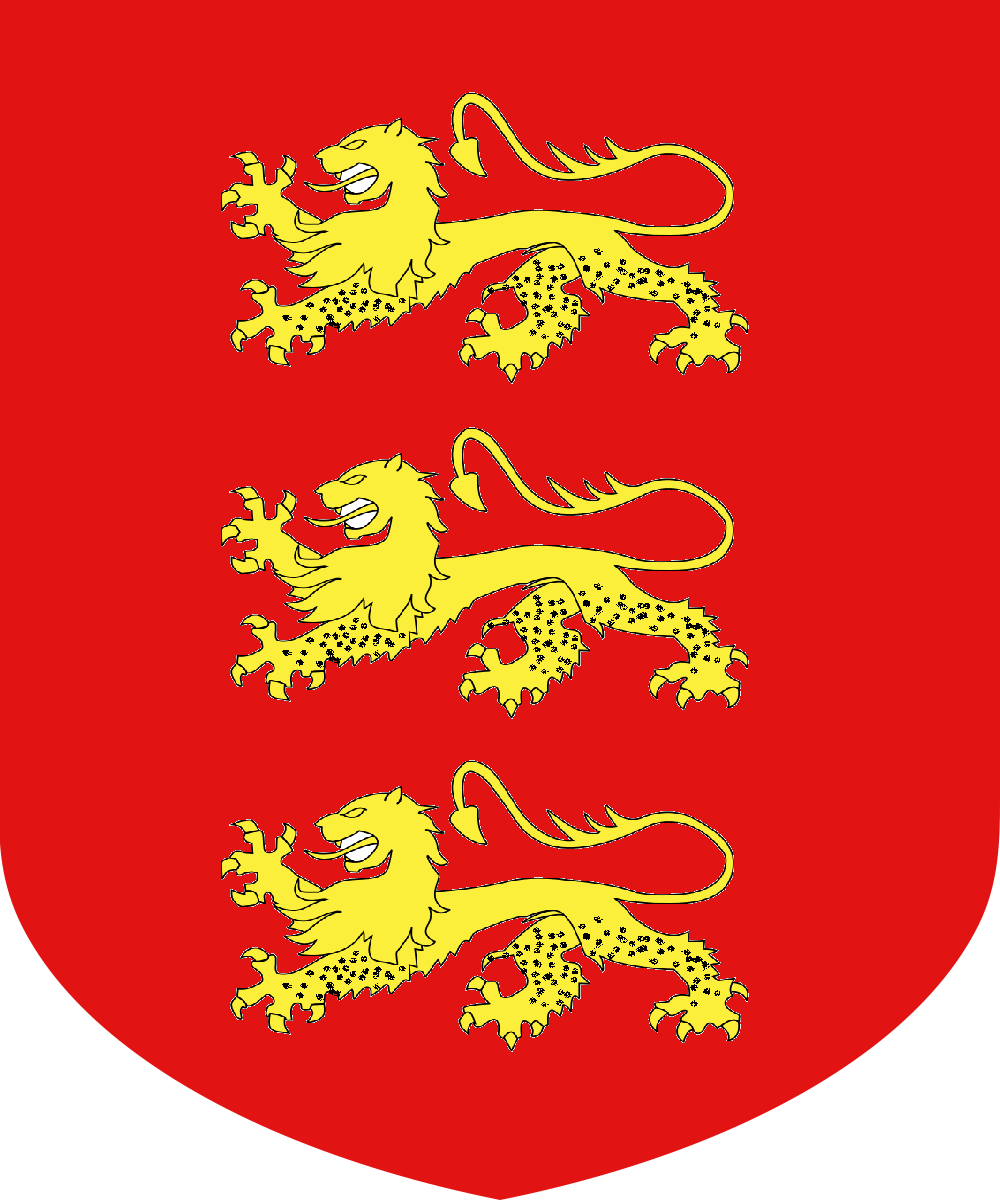
Armes des Pellicioli.